# Elymus reflexiaristatus
Elymus reflexiaristatus är en gräsart som först beskrevs av Sergej Arsenjevitj Nevskij, och fick sitt nu gällande namn av Aleksandre Melderis. Elymus reflexiaristatus ingår i släktet elmar, och familjen gräs. Utöver nominatformen finns också underarten E. r. strigosus.